# Albert Dubois-Pillet
Albert Dubois-Pillet, eigentlich Albert Dubois, auch französisch Le commandant ‚der Kommandant‘ (geboren 28. Oktober 1845 oder 1846 in Paris; gestorben am 18. August 1890 in Le Puy) war ein französischer Offizier, Kommandeur der Garde républicaine der Gendarmerie der Haute-Loire, Freimaurer und Maler des Neoimpressionismus und des Pointillismus.

## Leben
Dubois war ein Sohn des Kaufmanns Jules Sylvain Dubois und dessen Frau Sophie Hortense (geborene Pillet). Er war, was die Malerei angeht, ein Autodidakt. Er besuchte von 1865 bis 1867 die École Impériale Militaire in Saint-Cyr. Der junge Leutnant wurde anschließend als Sektionschef dem 72. Infanterieregiment zugeteilt und kämpfte im Deutsch-Französischen Krieg. Am 16. August 1870 geriet er bei Gravelotte in Gefangenschaft und kam nach einem halben Jahr wieder frei. Bereits in den 1870er Jahren war er mit seinen klassischen Stillleben in der Pariser Kunstszene bekannt. 1876 wurde er zum Hauptmann befördert und trat dem 125. Infanterieregiment bei. Doch sein eigentliches Interesse galt der Kunst und so nahm er 1877 mit dem Gemälde Un coin de table und 1879 mit Chrysanthèmes am Salon de Paris teil. 1881 entstand sein Werk L’enfant mort und 1883 Porträts der Familie Boucher oder Bouchet. In der Mitte der 1880er Jahre ließ er sich von den neuen Techniken Georges Seurats inspirieren und übernahm den Pointillismus in seiner Malerei. Die beiden Maler waren eng befreundet. Dubois-Pillet war 1884 einer der Gründer der Société des Artistes Indépendants in Paris, der auch Henri Edmond Cross, Georges Seurat und Paul Signac angehörten. Seit 1884 signierte er seine Werke mit „Dubois-Pillet“. Pillet war der Mädchenname seiner Mutter. In deren Salon stellte er in den Jahren 1884 bis 1890 regelmäßig seine Bilder aus.
Er war der erste Vizepräsident der Société des Artistes Indépendants und verfasste die Statuten und Traktate des Vereins. Er bemühte sich darum einen Ort für die erste Ausstellung zu finden und erhielt die Unterstützung von der Stadt Paris. Im Gegenzug übernahm der Verein die Farben Rot und Blau des Stadtwappens von Paris für seine Kataloge. Er arbeitete von 1886 bis 1888 unermüdlich an der Organisation der Ausstellungen, wobei ihm das Militär 1886 die Teilnahme untersagte und ihn schließlich 1887 vom Dienst suspendierte. Im Jahr 1889 wurde Dubois-Pillet als Kommandant der örtlichen Gendarmerie nach Le Puy versetzt. Er starb dort während einer Pockenepidemie. Zu seinem Andenken beschloss die Generalversammlung der Gesellschaft in einer Sitzung am 3. November 1890 eine Gedenkausstellung abzuhalten. Diese Ausstellung sollte seine Werke  möglichst vollständig zeigen. Sie bestand aus 64 Gemälden, Porträts, Landschaften und Stillleben. Das Musée Crozatier in Le Puy erwarb bei einer Versteigerung nach seinem Tod mehrere seiner Bilder. Bei einem Brand wurden viele seiner Gemälde vernichtet, so dass seine Arbeiten heute sehr selten sind.

## Werke (Auswahl)
- 1881: L’Enfant mort
- 1885: Le Quai de Bercy à Paris

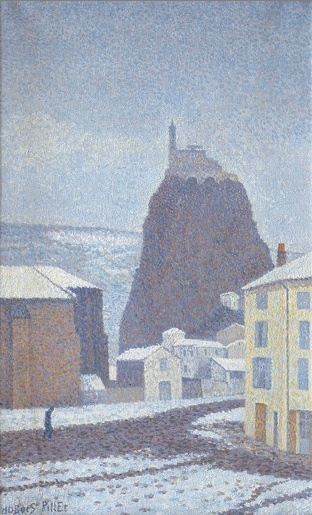
Saint-Michel d’Aiguilhe

- 1886: Morgen auf der Marne in Meaux, seit 2010 im Bestand der Sammlung Hasso Plattner[4]
- 1889: Le Puy im Schnee
- 1890: Saint-Michel d’Aiguilhe

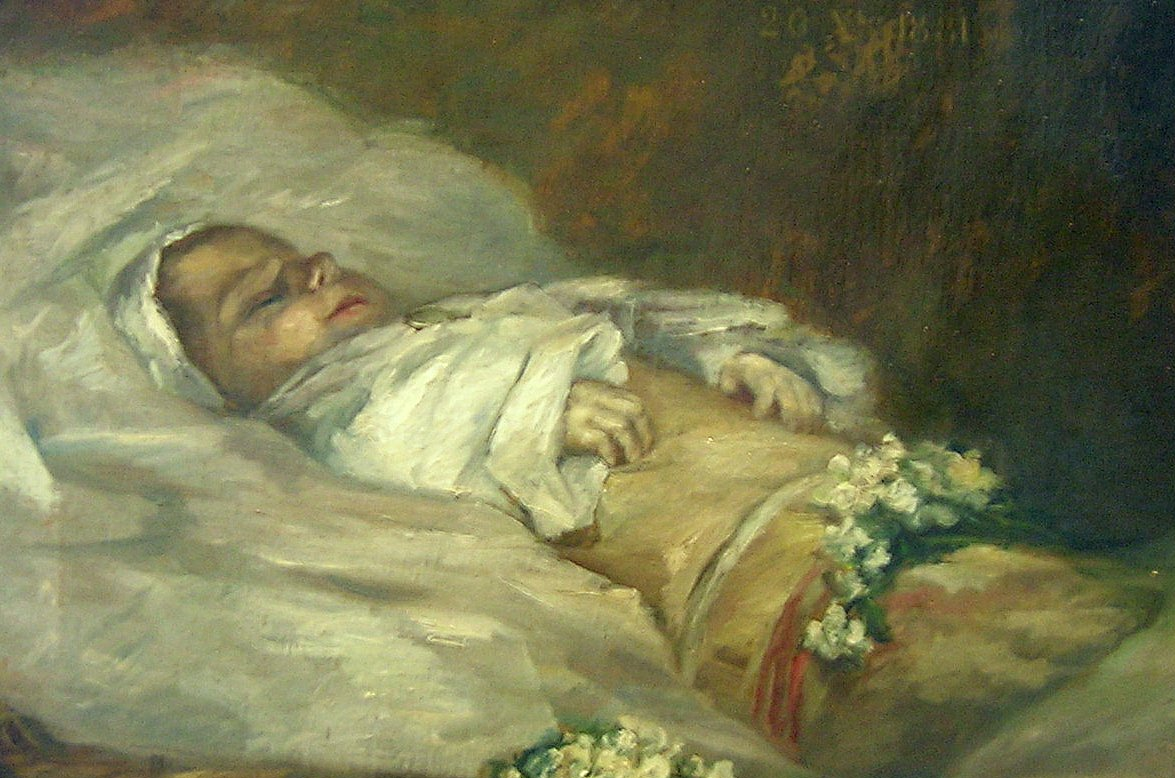
L’Enfant mort
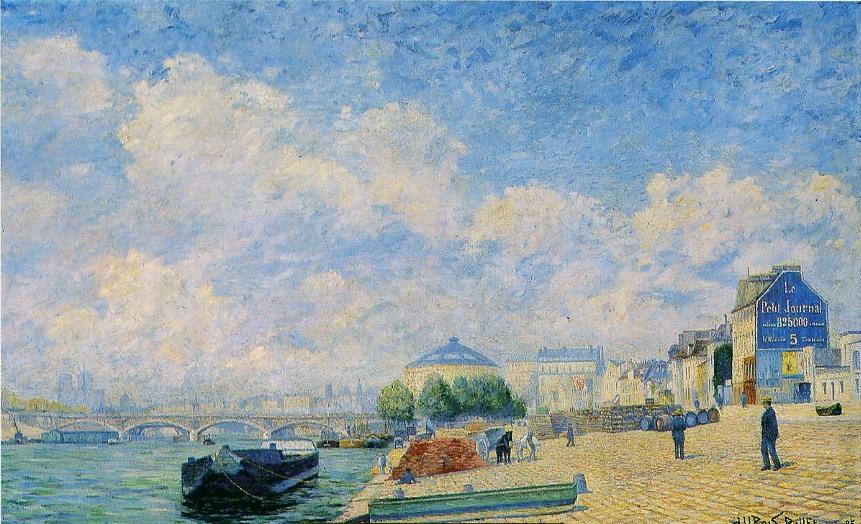
Le Quai de Bercy
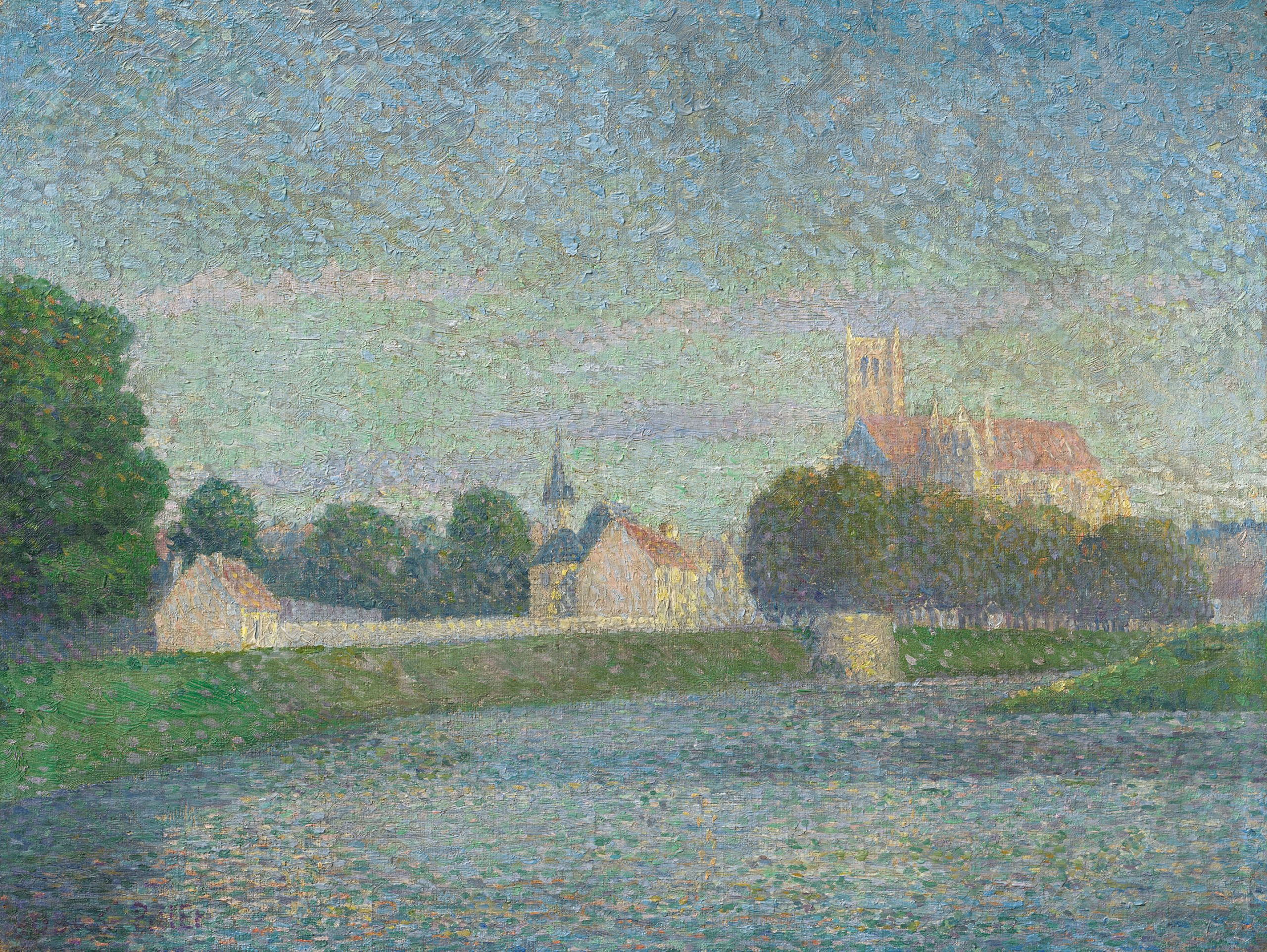
Morgen auf der Marne in Meaux
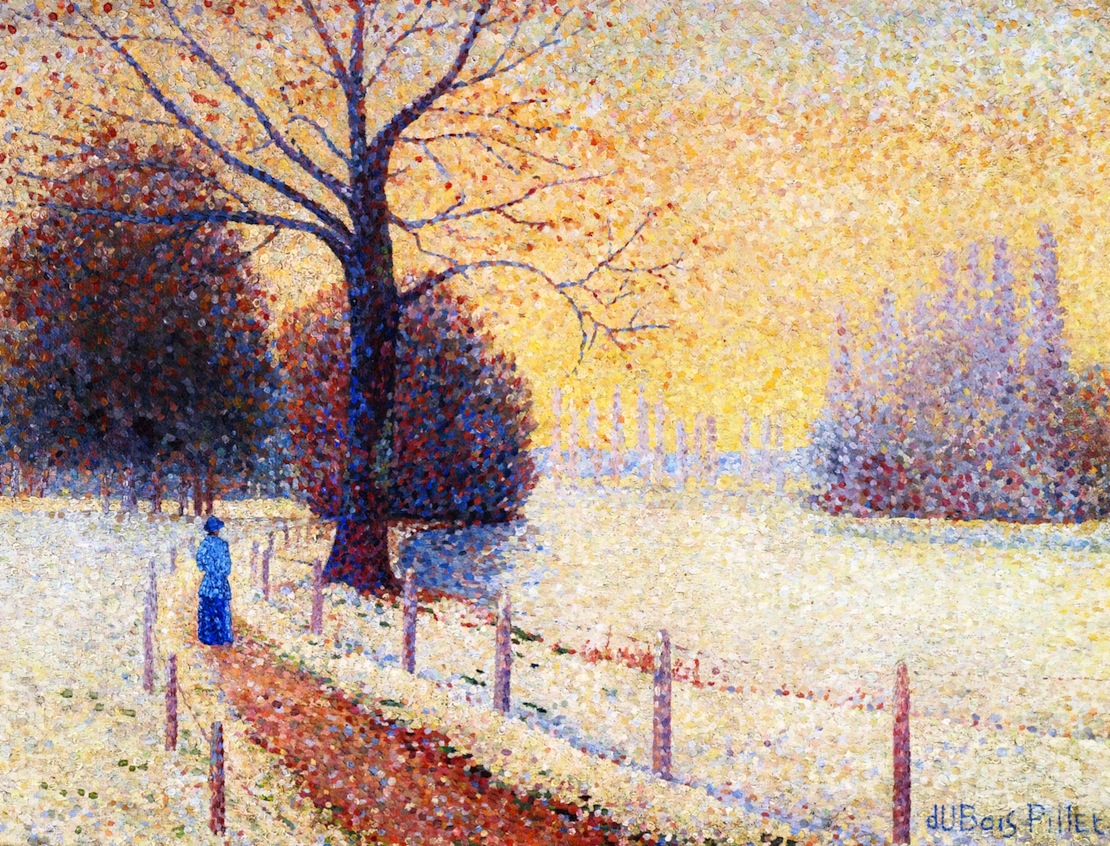
Le Puy im Schnee